# Джурекович, Степан
Степан Джурекович (хорв. Stjepan Đureković; 8 августа 1926, Буковац, близ Петроварадина, КСХС — 28 июля 1983, Вольфратсхаузен, ФРГ) — хорватский инженер-нефтяник, эмигрант, журналист, убитый югославскими спецслужбами вскоре после эмиграции в ФРГ.

## Биография
Во время Второй мировой войны Джурекович уклонился от службы в армии усташей, бежав к партизанам-титовцам. В партизанском отряде он вступил в КПЮ. После войны Джурекович получил экономическое образование и в 1964 г. занял высокое положение в Хорватской национальной нефтяной компании ИНА. После обнаружения растраты в департаменте, который он возглавлял, Джурекович в 1982 году эмигрировал в ФРГ, где принял участие в деятельности эмигрантского Хорватского национального комитета и начал сотрудничество с Федеральной разведывательной службой Германии.
Вместе с Иваном Ботичем он опубликовал статью «Югославия в кризисе», где соавторы, в частности, утверждали, что высокий уровень инфляции и безработица привели к избыточной эксплуатации хорватских ресурсов. Тогда же он написал книгу «Коммунизм - великая измена» («Komunizam – velika prevara»).
Джурекович был убит агентами югославской спецслужбы УДБА в 1983 году. Сын Дамир спасся благодаря тому, что накануне вылетел в Калгари. Операция по уничтожению Джурековича получила кодовое наименование «Операция Дунай».
В 1999 году останки Джурековича были перезахоронены в Загребе, на мемориальном кладбище Мирогой.

## Расследование
В 2005 году Германия выдала ордер на арест Йосипа Перковича по обвинению в соучастии в убийстве Джурековича и ряда других лиц. Обвинение также было предъявлено Крунославу Пратесу. Немецкий суд, который вёл процесс против Пратеса, угрожал принять меры в отношении хорватских официальных лиц, препятствовавших следствию, включая хорватского президента Стипе Месича.
В 2008 году Крунослав Пратес был осуждён за соучастие в совершении убийства. В 2009 году Федеральное управление криминальной полиции Германии выдало ордера на задержание бывших агентов югославских спецслужб Здравко Мустача, Йосипа Перковича, Ивана Ласича и Бориса Брнелича по подозрению в соучастии в убийстве.
В 2016 году Йосип Перкович и Здравко Мустач были признаны виновными в организации убийства и приговорены к пожизненному заключению.